# Hurlburt Motor Truck Company
Hurlburt Motor Truck Company war ein Hersteller von Nutzfahrzeugen aus den USA.

## Unternehmensgeschichte
Das Unternehmen wurde 1912 in New York City gegründet. Im gleichen Jahr begann die Produktion von Lastkraftwagen. Der Markenname lautete Hurlburt. 1915 erfolgte der Umzug nach Bronx im US-Bundesstaat New York. Ab 1919 montierte die Harrisburg Manufacturing & Boiler Company die Fahrzeuge. 1927 endete die Produktion.

## Fahrzeuge
Zunächst standen Modelle mit 1, 2 und 3,5 Tonnen Nutzlast im Sortiment. Sie hatten Vierzylindermotoren von Buda. 1918 ergänzten ein Fünf- und ein Siebentonner das Angebot. Sie hatten Sechszylindermotoren von Buda.
Der Siebentonner stand zwischen 1920 und 1924 nicht im Sortiment. Im letzten Modelljahr gab es fünf Modelle von 3 bis 10 Tonnen, von denen das letztgenannte sechs Räder hatte. Eine andere Quelle gibt dagegen an, dass 1927 auch ein Eintonner zur Verfügung stand.